# 埃及的马卡里乌斯

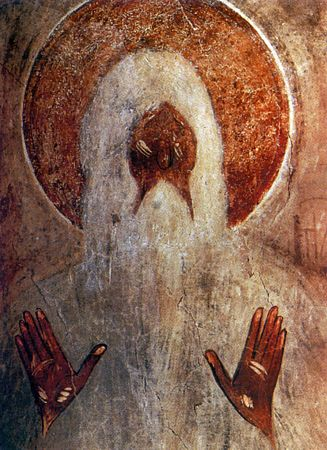
埃及的马卡里乌斯

埃及的马卡里乌斯 (羅馬化：Osios Makarios o Egyptios；300年—391年) 是一名埃及基督教僧侣、隐士。他也被称为“长老马卡里乌斯”、“大圣玛加里”或“沙漠之灯”。

## 生平
马卡里乌斯生于下埃及。之后的教会传统将其出生地设为米努夫省的沙布希尔。他的出生年约为公元300年。在他成为苦行者前，他在尼特里亚附近曾以走私硝石为生。这也曾是他赖以为生的职业。马卡里乌斯生性聪颖，他的亲朋好友称呼他为“老小子”，意即说他年纪不大便有老成的智慧。
在父母的要求下，他曾结过婚。但很快便丧偶了。 不久，马卡里乌斯的父母也相继离世。此后，马卡里乌斯将其所有钱财施舍给了穷人和有需要的人。在离他居住的村子不远的地方的一片沙漠中，马卡里乌斯拜一名长老为师，长老向他传授了如何警惕、斋戒以及祈祷的功课，并教他编制篮子的手艺。
一名孕妇曾指控马卡里乌斯玷污了她，而马卡里乌斯则回应以沉默。然而，随着日期将近，孕妇的分娩遇到了困难，不安的她自行坦白了自己说谎者的身份。马卡里乌斯去了尼特里亚沙漠修道，抛弃了世俗的名誉。在沙漠修行时，他拜访了聖安東尼并从他那里学习了隐修的守则。当他回到纳特隆谷时，他已年过四十了。在沙漠中修道十年后，他成为了一名祭司。

## 著作
在马卡里乌斯死后，人们将《布道五十篇》归于其笔下。这些布道文在东方教会的修道制度与新教的虔信主义中产生了巨大影响。然而有现代学者认为该书并不出自马卡里乌斯之手，而作者应该来自上美索不达米亚，罗马帝国与波斯交界之处。年代则不晚于534年。